# 莫尔吉胡
莫尔吉胡（1931年5月27日—2017年5月19日）是中国的一名蒙古族作曲家、音樂理論家和教育家，曾任內蒙古藝術學校校長、內蒙古電影制片廠廠長和內蒙古音乐协会主席，在蒙古音乐如胡笳、長調的研究上有很大贡献，是中华人民共和国一級作曲，创作过清唱剧、钢琴协奏曲等近百首作品。

## 生平
他出生于内蒙古锡林郭勒盟太仆寺旗贡保力格乡，1946年3月进入内蒙古文艺工作团。1954年，他进入上海音乐学院作曲系，五年后毕业，留校工作。然而，他在1960年返回了内蒙古，进入內蒙古藝術學校，先后担任过教员、教务主任、副校长和校长。1984年，他调入內蒙古電影制片廠，担任该厂厂长，负责拍摄过30多部电影。2005年，他获得中国电影百年电影音乐特别贡献奖。